# Rentarō Mikuni
Rentarō Mikuni (三國 連太郎, Mikuni Rentarō) est un acteur et un réalisateur japonais né le 20 janvier 1923 à Gunma (Japon) et mort le 14 avril 2013 à Inagi dans la préfecture de Tokyo.

## Biographie
Rentarō Mikuni, de son vrai nom Masao Satō (佐藤 政雄, Satō Masao), a fait ses débuts d'acteur à la Shōchiku en 1951, et a adopté comme nom d'acteur celui de son personnage dans son premier film, Le Bon Démon (善魔, Zen-ma) de Keisuke Kinoshita.
Rentarō Mikuni est le père de l'acteur Kōichi Satō.
Il a tourné dans plus de 170 films entre 1951 et 2004. Il a également réalisé deux films : Funiku no mure en 1965 ainsi que Shinran ou la voix immaculée en 1987.

## Filmographie partielle

### Comme réalisateur
- 1965 : Funiku no mure (腐肉の群れ?)
- 1987 : Shinran ou la voix immaculée (親鸞 白い道, Shinran: Shiroi michi?) +Scénariste

### Comme acteur

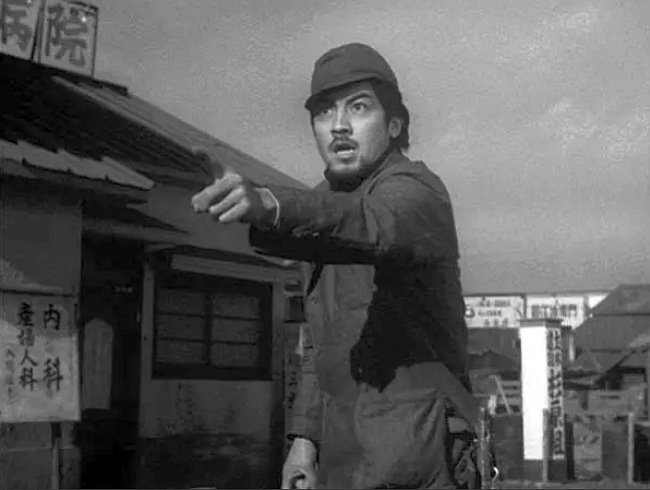
Rentarō Mikuni dans Pas de consultations aujourd'hui (1952).

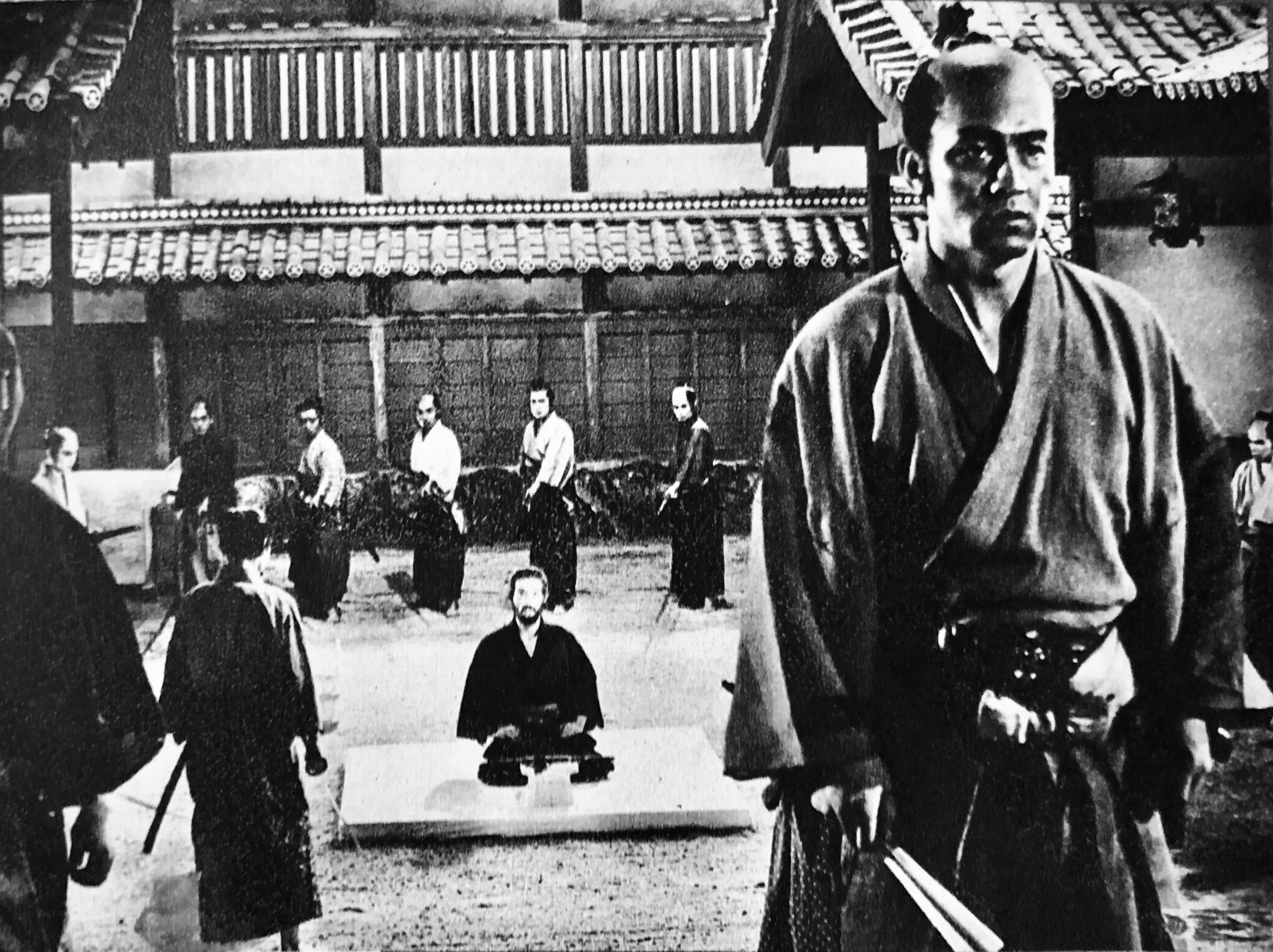
Rentarō Mikuni dans Hara-kiri (1962).

#### Années 1950
- 1951 : Le Bon Démon (善魔, Zen-ma?) de Keisuke Kinoshita : Rentarō Mikuni, journaliste
- 1951 : Enfance (少年期, Shōnenki?) de Keisuke Kinoshita : le professeur Shimomura
- 1951 : Feux d'artifice sur la mer (海の花火, Umi no hanabi?) de Keisuke Kinoshita : Tsuyoshi Yabuki
- 1951 : Inochi uruwashi (命美わし?) de Hideo Ōba : Hirokazu Imura
- 1951 : Les Cahiers Inazuma (稲妻草紙, Inazuma sōshi?) de Hiroshi Inagaki : Genzaburo Funaki
- 1952 : Pas de consultations aujourd'hui (本日休診, Honjitsu kyūshin?) de Minoru Shibuya : Yusaku
- 1952 : Kin no tamago (金の卵?) de Yasuki Chiba
- 1952 : Sengoku burai (戦国無頼?) de Hiroshi Inagaki : Tachibana Jurata
- 1952 : La Femme de Shanghai (上海の女, Shanhai no onna?) de Hiroshi Inagaki : Manabe, premier lieutenant
- 1952 : Shishunki (思春期?) de Seiji Maruyama : professeur Harada
- 1952 : La Belle et le Voleur (美女と盗賊, Bijo to tozoku?) de Keigo Kimura : Kuroki no Jiro
- 1952 : Murmure du printemps (春の囁き, Haru no sasayaki?) de Shirō Toyoda : Yasuzo Yoshimura
- 1953 : Fukeyo harukaze (吹けよ春風?) de Senkichi Taniguchi : le cambrioleur
- 1953 : Un couple (夫婦, Fūfu?) de Mikio Naruse : Ryota Takemura
- 1953 : La Ville où sont les amoureux (恋人のいる街, Koibito-tachi no iru machi?) de Yutaka Abe : Rokutaro Taninaka
- 1953 : Tōbō chitai  (逃亡地帯?) de Toshio Sugie
- 1953 : Épouse (妻, Tsuma?) de Mikio Naruse : Tadashi Tanimura
- 1953 : Aijō ni tsuite (愛情について?) de Yasuki Chiba : Ryosuke, Hirotsu
- 1953 : La Révolution bleue (青色革命, Aoiro kakumei?) de Kon Ichikawa : Fukuzawa
- 1953 : Eagle of the Pacific (太平洋の鷲, Taiheiyō no washi?) d'Ishirō Honda : officier d'état major
- 1953 : Les Amants (愛人, Aijin?) de Kon Ichikawa : Sugawa
- 1953 : Hanjiro Omatsuri (お祭半次郎, Omatsuri Hanjirō?) de Hiroshi Inagaki : Itahachi Yamane
- 1953 : Akasen kichi (赤線基地?) de Senkichi Taniguchi : Koichi Kawanabe
- 1954 : Saraba Rabauru (さらばラバウル?) d'Ishirō Honda : le capitaine Katase
- 1954 : Itsuko to sono haha (伊津子とその母?) de Seiji Maruyama : Yasukazu Sugi
- 1954 : Dorodarake no seishun (泥だらけの青春?) d'Ichirō Sugai : Shigeki Kaji
- 1954 : La Légende de Musashi (武蔵 宮本, Miyamoto Musashi?) de Hiroshi Inagaki : Honiden Matahachi
- 1955 : Journal d'un policier (警察日記, Keisatsu nikki?) de Seiji Hisamatsu : le policier Hanakawa
- 1955 : Ashita kuru hito (あした来る人?) de Yūzō Kawashima : Jiro Sone
- 1955 : Mittsu no kao (三つの顔?) d'Umetsugu Inoue : Kenichiro Kishi, Gang
- 1955 : Chacun dans sa coquille (自分の穴の中で, Jibun no ana no nakade?) de Tomu Uchida : Shonosuke Ihara
- 1955 : Zoku keisatsu nikki (続警察日記?) de Seiji Hisamatsu : Koji Hanamura
- 1956 : La Harpe de Birmanie (ビルマの竪琴, Biruma no tategoto?) de Kon Ichikawa : le capitaine Inouye
- 1956 : Shi no jūjiro  (死の十字路?) d'Umetsugu Inoue : Ise
- 1956 : La Rive de l'errance (流離の岸, Ryūri no kishi?) de Kaneto Shindō : Ryukichi Fukase
- 1956 : Niko-yon monogatari (ニコヨン物語?) d'Umetsugu Inoue : Tenka no Tame-san
- 1957 : Les Demi-frères (異母兄弟, Ibo kyōdai?) de Miyoji Ieki : Hantaro Kido
- 1957 : Washi to taka (鷲と鷹?) d'Umetsugu Inoue : Sasaki
- 1957 : La Vertu chancelante (美徳のよろめき, Bitoku no yoromeki?) de Kō Nakahira : Ichiro Kurakoshi
- 1958 : Les Tambours de la nuit (夜の鼓, Yoru no tsuzumi?) de Tadashi Imai : Hikokuro Ogura
- 1958 : Kaze to onna to tabigarasu (風と女と旅鴉?) de Tai Katō : Sentaro
- 1958 : Désir (欲, Yoku?) de Heinosuke Gosho : Daigoro Furumaki
- 1958 : La Fête des forêts et des lacs (森と湖のまつり, Mori to mizuumi no matsuri?) de Tomu Uchida : Takeshi Ohiwa
- 1959 : Le Chant de la carriole (荷車の歌, Niguruma no uta?) de Satsuo Yamamoto : Moichi
- 1959 : Kiku et Isamu (キクとイサム, Kiku to Isamu?) de Tadashi Imai : l'imprimeur
- 1959 : Un jour comme un autre (今日もまたかくてありなん, Kyō mo mata kakute arinan?) de Keisuke Kinoshita : Kenzo Akada

#### Années 1960
- 1960 : Ōinaru tabiji (大いなる旅路?) de Hideo Sekigawa : Kozo Iwami
- 1960 : Ikinuita 16 nen: Saigo no nippon-hei (生き抜いた１６年 最後の日本兵?) de Masuichi Iizuka : l'officier Ito
- 1960 : Ōinaru bakushin (大いなる驀進?) de Hideo Sekigawa : Yoshito Matsuzaki
- 1961 : La Légende de Musashi Miyamoto (宮本武蔵, Miyamoto Musashi?) de Tomu Uchida : Muneaki Takuan
- 1961 : Machi (街?) de Miyoji Ieki : le père du jeune homme
- 1961 : Le Piège (飼育, Shiiku?) de Nagisa Ōshima : Kazumasa Takano
- 1961 : L'Enfant nu (はだかっ子, Hadakakko?) de Tomotaka Tasaka : Ozawa-ojisan
- 1962 : Le Révolté (天草四郎時貞, Amakusa shiro tokisada?) de Nagisa Ōshima : Uemonsaku
- 1962 : Le Serment rompu (破戒, Hakai?) de Kon Ichikawa : Rentaro Inoko
- 1962 : Hara-kiri (切腹, Seppuku?) de Masaki Kobayashi : Kageyu Saito
- 1962 : Ankokugai saigo no hi (暗黒街最後の日?) d'Umetsugu Inoue : Akutagawa
- 1962 : Tōkyō antachaburu (東京アンタッチャブル?) de Shinji Murayama : Naoto Nishiyama
- 1962 : Les Moines lanciers du temple Hozoin (宮本武蔵 般若坂の決斗, Miyamoto Musashi: Hannyazaka no kettō?) de Tomu Uchida : Muneaki Takuan
- 1962 : Ōshō, le joueur d'échecs (王将, Ōshō?) de Daisuke Itō : Sankichi Sakata
- 1963 : Mushukunin-betsuchō (無宿人別帳?) de Kazuo Inoue (ja) : Shinpei
- 1963 : Tōkyō antacchaburu: Dassō (東京アンタッチャブル 脱走?) de Hideo Sekigawa : Naoto Nishiyama
- 1963 : Une forteresse pour nous deux (二人だけの砦, Futari dake no toride?) de Minoru Shibuya : Kameo Isomura
- 1963 : Rikugun zangyaku monogatari (陸軍残虐物語?) de Jun'ya Satō : Yahichi Inumaru
- 1963 : Bakurō ichidai (馬喰一代?) de Masaharu Segawa : Yonetaro Katayama
- 1963 : Zoku ōsho (続・王将?) de Jun'ya Satō : Sankichi Sakata
- 1964 : Seul contre tous à Ichijoji (宮本武蔵 一乗寺の決斗, Miyamoto Musashi: Ichijōji no kettō?) de Tomu Uchida (non crédité)
- 1964 : Muhomatsu no issho (無法松の一生?) : Matsugoro
- 1964 : Une histoire d'Echigo (越後つついし親不知, Echigo tsutsuishi oyashirazu?) de Tadashi Imai : Gonta
- 1964 : Hommes, porcs et loups (狼と豚と人間, Ōkami to buta to ningen?) de Kinji Fukasaku : Ichiro, l'aîné
- 1964 : Kwaidan (怪談, Kaidan?) de Masaki Kobayashi : le mari (segment Les Cheveux noirs)
- 1965 : Le Détroit de la faim (飢餓海峡, Kiga kaikyo?) de Tomu Uchida : Takichi Inukai / Kyoichiro Tarumi
- 1965 : Les Contes du voleur japonais (にっぽん泥棒物語, Nippon dorobō monogatari?) de Satsuo Yamamoto : Gisuke Hayashida
- 1965 : Duel de l'aube (宮本武蔵 巌流島の決斗, Miyamoto Musashi: Ganryū-jima no kettō?) : Takuan
- 1966 : Chantage (脅迫（おどし）, Odoshi?) de Kinji Fukasaku : Misawa
- 1966 : Aiyoku (愛欲?) de Jun'ya Satō : Tetsuya Ezaki
- 1966 : Shokei no shima (処刑の島?) de Masahiro Shinoda : Daigoku / Kenuma
- 1966 : Il n'y a pas de lendemain dans les lois de l'enfer (地獄の掟に明日はない, Jigoku no okite ni asu wa nai?) de Yasuo Furuhata : Genichiro Gunji
- 1967 : La légende de Zatoïchi : Le Justicier (座頭市牢破り, Zatōichi rōyaburi?) : Asagoro
- 1968 : Neon taiheiki (ネオン太平記?) de Tadahiko Isomi
- 1968 : Profonds désirs des dieux (神々の深き欲望, Kamigami no Fukaki Yokubo?) de Shōhei Imamura : Nekichi Futori, le fils enchaîné
- 1969 : Assassins d'honneur (新選組, Shinsengumi?) de Tadashi Sawashima : Kamo Serizawa

#### Années 1970
- 1970 : Ezo yakata no ketto (蝦夷館の決闘?) de Kengo Furusawa : Shinbei Usa
- 1970 : Yajū toshi (野獣都市?) de Jun Fukuda : Ishihama
- 1970 : La Guerre et les Hommes I (戦争と人間 第一部 運命の序曲, Sensō to nigen?) de Satsuo Yamamoto : Komajiro Shimada
- 1971 : Naikai no wa (内海の輪?) de Kōichi Saitō : Keitaro Nishida
- 1971 : Duel à mort (真剣勝負, Miyamoto Musashi: Shinken shobu?) de Tomu Uchida : Baiken Shishido
- 1971 : Yomigaeru daichi (甦える大地?) de Noboru Nakamura : Eisuke Noda
- 1971 : 3000 kiro no wana (３０００キロの罠?) de Jun Fukuda
- 1971 : La Guerre et les Hommes II (戦争と人間 第二部 愛と悲しみの山河, Sensō to ningen II: Ai to kanashimino sanga?) de Satsuo Yamamoto : Komajiro Shimada
- 1971 : Aveux, Théorie, Actrices (告白的女優論, Kokuhakuteki joyūron?) de Yoshishige Yoshida : Minakawa
- 1972 : La Légende de Zatoïchi : Voyage à Shiobara (座頭市御用旅, Zatōichi goyō-tabi?) de Kazuo Mori : Tetsugoro
- 1972 : Le Rendez-vous (約束, Yakusoku?) de Kōichi Saitō : policier
- 1972 : Les Jeunes Soldats de la marine ou La Cause éternelle (海軍特別年少兵, Kaigun tokubetsu nenshō-hei?) de Tadashi Imai : Goichi Miyamoto
- 1972 : Voyage solitaire (旅の重さ, Tabi no omosa?) de Kōichi Saitō : Kunitaro Matsuda
- 1973 : Ai yori aoku (藍より青く?) de Azuma Morisaki : Yukiyoshi
- 1973 : Coup d'État (戒厳令, Kaigenrei?) de Yoshishige Yoshida : Kazuki Kitamura / Ikki Kita
- 1974 : Himiko (卑弥呼?) de Masahiro Shinoda : Nashime
- 1974 : Debout les damnés de la terre (襤褸の旗, Ranru no hata?) de Kōzaburō Yoshimura : Seizo Tanaka
- 1974 : Mesu (メス?) de Masahisa Sadanaga : Shiro Kikukawa
- 1975 : Ame no Amsterdam (雨のアムステルダム?) de Koreyoshi Kurahara : Masaoka
- 1975 : Waga seishun no toki (わが青春のとき?) de Tokihisa Morikawa : Kotaro Kamijo
- 1975 : Éclipse solaire (金環蝕, Kinkanshoku?) de Satsuo Yamamoto
- 1976 : Hadashi no gen (はだしのゲン?)de Tengo Yamada
- 1976 : Kigeki daiyūkai (喜劇 大誘拐?) de Yōichi Maeda : narrateur (voix)
- 1976 : La Sorcière (妖婆, Yoba?) de Tadashi Imai : l'ascète
- 1976 : The Inugamis (犬神家の一族, Inugami-ke no ichizoku?) de Kon Ichikawa : Sahei Inugami
- 1977 : Mont Hakkoda (八甲田山, Hakkodasan?) de Shirō Moritani : le commandant Yamada
- 1977 : Kuroki Tarō no ai to bōken (黒木太郎の愛と冒険?) de Azuma Morisaki : Toyotaro
- 1977 : L'Étendard des brumes (霧の旗, Kiri no hata?) de Katsumi Nishikawa : Kinzo Otsuka
- 1978 : Le Mois d'août sans empereur (皇帝のいない八月, Kōtei no inai hachigatsu?) de Satsuo Yamamoto : Tameichiro Emi
- 1978 : Yasei no shōmei (野性の証明?) de Jun'ya Satō : Kazunari Ohba
- 1979 : La vengeance est à moi (復讐するは我にあり, Fukushū suruwa wareniari?) de Shōhei Imamura : Shizuo Enokizu
- 1979 : Le Col Nomugi (あゝ野麦峠, Ā, Nomugi tōge?) de Satsuo Yamamoto : Tokichi Adachi

#### Années 1980
- 1980 : Akai shisen (赤い死線?) (feuilleton TV) : Suzuki
- 1980 : Misuta, Misesu, Misu Ronri (ミスター・ミセス・ミス・ロンリー?) de Tatsumi Kumashiro : Hachiro Munakata
- 1981 : La Ville des Asshii (アッシイたちの街, Asshii tachi no machi?) de Satsuo Yamamoto : Shinji Sagawa
- 1981 : Rennyo to sono haha (蓮如とその母?) de Kihachirō Kawamoto : (voix)
- 1981 : Sailor Suit and Machine Gun (セーラー服と機関銃, Sērā-fuku to kikanjū?) de Shinji Sōmai : Hajime Sandaiji / Futoccho
- 1982 : The Go Masters (未完の対局, Mikan no taikyoku?) de Jun'ya Satō, Duan Ji-shun et Liu Shu'an : Rinsaku Matsunami
- 1984 : Irodori-gawa (彩り河?) de Haruhiko Mimura : Tadao Shimoda
- 1986 : Promesse (人間の約束, Ningen no yakusoku?) de Yoshishige Yoshida : Ryosaku Morimoto
- 1986 : Hakō kirameku hate (波光きらめく果て?) de Toshiya Fujita : Takeya Oumi
- 1987 : Hotaru-gawa (螢川?) d'Eizō Sugawa : Shigetaki Mizushima
- 1987 : Shinran ou la voix immaculée (親鸞 白い道, Shinran: Shiroi michi?) de Rentarō Mikuni : Horai
- 1988 : L'Inspectrice des impôts 2 (マルサの女2, Marusa no onna II?) de Jūzō Itami : Teppei Onizawa
- 1988 : Onimaru (嵐が丘, Arashi Ga Oka?) de Yoshishige Yoshida : Takamaru
- 1988 : Tsuribaka nisshi (釣りバカ日誌?) de Tomio Kuriyama : Ichinosuke Suzuki
- 1989 : Rikyu (利休?) de Hiroshi Teshigahara : Rikyu
- 1989 : Tsuribaka nisshi 2 (釣りバカ日誌２?) de Tomio Kuriyama : Ichinosuke Suzuki

#### Années 1990
- 1990 : Tsuribaka nisshi 3 (釣りバカ日誌３?) de Tomio Kuriyama : Ichinosuke Suzuki
- 1991 : Musuko (息子?) de Yōji Yamada : Akio Asano
- 1991 : Tsuribaka nisshi 4 (釣りバカ日誌４?) de Tomio Kuriyama : Ichinosuke Suzuki
- 1992 : La Princesse Go (豪姫, Gō-hime?) de Hiroshi Teshigahara : Junsai
- 1992 : La Mousse lumineuse (ひかりごけ, Hikarigoke?) de Kei Kumai : le proviseur / le capitaine du bateau (interprétation de deux rôles)
- 1992 : Shōrishatachi (勝利者たち?) de Shūe Matsubayashi : Daihachiro Kunitomo
- 1992 : Tsuribaka nisshi 5 (釣りバカ日誌５?) de Tomio Kuriyama : Ichinosuke Suzuki
- 1993 : Le Grand Malade (大病人, Daibyōnin?) de Jūzō Itami : Buhei Mikai
- 1993 : Tsuribaka nisshi 6 (釣りバカ日誌６?) de Tomio Kuriyama : Ichinosuke Suzuki
- 1994 : Jardin d'été (夏の庭, Natsu no niwa?) de Shinji Sōmai : Kihachi Denpo
- 1994 : Femme épanouie (女ざかり, Onna-zakari?) de Nobuhiko Ōbayashi : Juzo Urano
- 1994 : Tsuribaka nisshi supesharu (釣りバカ日誌スペシャル?) d'Azuma Morisaki : Ichinosuke Suzuki
- 1994 : Tsuribaka nisshi 7 (釣りバカ日誌７?) de Tomio Kuriyama : Ichinosuke Suzuki
- 1995 : San tabi no kaikyō  (三たびの海峡?) de Seijirō Kōyama : Hah Shigun (âgé)
- 1996 : Oishinbo (美味しんぼ?) d'Azuma Morisaki : Yuzan Kaibara
- 1996 : Tsuribaka nisshi 8 (釣りバカ日誌８?) de Tomio Kuriyama : Ichinosuke Suzuki
- 1997 : Tsuribaka nisshi 9 (釣りバカ日誌９?) de Tomio Kuriyama : Ichinosuke Suzuki
- 1998 : Tsuribaka nisshi 10 (釣りバカ日誌１０?) de Tomio Kuriyama : Ichinosuke Suzuki
- 1998 : Hana no oedo no tsuribaka nisshi (花のお江戸の釣りバカ日誌?) de Tomio Kuriyama : Ichinosuke Suzuki
- 1999 : Je veux vivre (生きたい, Ikitai?) de Kaneto Shindō : Yasukichi
- 1999 : Niji no misaki (虹の岬?) de Masahiko Okumura : Jun Kawada

#### Années 2000
- 2000 : Tsuribaka nisshi: 11 (釣りバカ日誌イレブン?) de Katsuhide Motoki : Ichinosuke Suzuki
- 2001 : Tsuribaka nisshi 12: Shijo saidai no kyuka (釣りバカ日誌１２ 史上最大の有給休暇?) de Katsuhide Motoki : Ichinosuke Suzuki
- 2001 : Taiga no itteki (大河の一滴?) de Seijirō Kōyama : Shinichiro Koryo
- 2002 : Tsuribaka nisshi 13: Hama-chan kiki ippatsu! (釣りバカ日誌１３ ハマちゃん危機一髪！?) de Katsuhide Motoki: Ichinosuke Suzuki
- 2003 : Kaze no jūtan (風の絨毯?) de Kamal Tabrizi : Kinta Nakata
- 2003 : Tsuribaka nisshi 14 (釣りバカ日誌１４ お遍路大パニック！?) de Yūzō Asahara : Ichinosuke Suzuki
- 2004 : Tsuribaka nisshi 15: Hama-chan ni asu wa nai? (１５ ハマちゃんに明日はない！？?) de Yūzō Asahara : Ichinosuke Suzuki
- 2004 : Shinkansen o tsukutta otokotachi (新幹線をつくった男たち?) (TV) d'Ichirō Takahashi : Shinji Sogo
- 2005 : Tsuribaka nisshi 16 (釣りバカ日誌１６?) de Yūzō Asahara : Ichinosuke Suzuki
- 2006 : Tsuribaka nisshi 17 (釣りバカ日誌１７?) de Yūzō Asahara : Ichinosuke Suzuki
- 2006 : Kōkotsu no hito (恍惚の人?) de Shirō Nakayama (TV) : Shigezo Tachibana
- 2007 : À la diagonale de l'étoile polaire (北辰斜にさすところ, Hokushin naname ni sasu tokoro?) de Seijirō Kōyama : Katsuya Ueda

## Distinctions
Sauf indication contraire, les informations mentionnées dans cette section peuvent être confirmées par la base de données cinématographiques IMDb,  présente dans la section « Liens externes ».

### Décoration
- 1984 : Médaille au ruban pourpre

### Récompenses
- 1987 : Prix du jury du Festival de Cannes pour son film Shinran ou la voix immaculée[3]
- Japan Academy Prize :
  - 1990 : prix du meilleur acteur pour Tsuribaka nisshi et Rikyu
  - 1992 : prix du meilleur acteur pour Musuko et Tsuribaka nisshi 4[4]
  - 1996 : prix du meilleur acteur pour Mitabi no kaikyō
  - 2010 : prix spécial
- Prix Blue Ribbon :
  - 1952 : de la révélation masculine pour Le Bon Démon, Inochi uruwashi et Les Cahiers Inazuma
  - 1961 : du meilleur acteur pour Ōinaru tabiji
  - 1980 : du meilleur acteur dans un second rôle pour La vengeance est à moi
  - 1990 : du meilleur acteur pour Rikyu
- Prix Kinema Junpō :
  - 1966 : du meilleur acteur pour Les Contes du voleur japonais[5]
  - 1980 : du meilleur acteur dans un second rôle pour La vengeance est à moi[5]
  - 1990 : du meilleur acteur pour Rikyu[5]
  - 1992 : du meilleur acteur pour Musuko[6]
- Prix Mainichi :
  - 1962 : du meilleur acteur dans un second rôle pour Le Piège et L'Enfant nu[7]
  - 1966 : du meilleur acteur pour Le Détroit de la faim et Nippon dorobō monogatari[8]
  - 1975 : du meilleur acteur pour Ranru no hata[9]
  - 1990 : du meilleur acteur pour Tsuribaka nisshi et Rikyu[10]
- Hōchi Film Awards :
  - 1979 : prix du meilleur acteur dans un second rôle pour La vengeance est à moi
  - 1989 : prix du meilleur acteur pour Rikyu et Tsuribaka nisshi 2
- Nikkan Sports Film Awards
  - 1991 : prix du meilleur acteur pour Musuko[11]
- Asia-Pacific Film Festival :
  - 1995 : prix du meilleur acteur dans un second rôle pour Femme épanouie

### Nominations
- Japan Academy Prize :
  - 1978 : prix du meilleur acteur dans un second rôle pour Mont Hakkoda et L'Étendard des brumes
  - 1980 : prix du meilleur acteur dans un second rôle pour La vengeance est à moi
  - 1987 : prix du meilleur acteur pour Promesse
  - 1991 : prix du meilleur acteur dans un second rôle pour Tsuribaka nisshi 2 et Tsuribaka nisshi 3
  - 1994 : prix du meilleur acteur pour Le Grand Malade et Tsuribaka nisshi 6
  - 1995 : prix du meilleur acteur dans un second rôle pour Tsuribaka nisshi 7
  - 2002 : prix du meilleur acteur dans un second rôle pour Taiga no itteki